# Hit Parader
Hit Parader (w początkach istnienia Hit Parade) – amerykańskie czasopismo muzyczne wydawane przez spółkę Magna Publishing Group w latach 1943–2008. Obszary, na których szczególnie skupiał się miesięcznik oscylowały wokół szeroko rozumianego rocka i hard rocka.
Magazyn regularnie publikował listy „Top 100”, w których przedstawiał czołową setkę w danej kategorii (np. „100 najlepszych zespołów hardrockowych w XXI wieku”, „100 najlepszych albumów hardrockowych XXI wieku”, „100 najlepszych wokalistów wszech czasów”).

## Historia
Czasopismo zostało założone w 1943 przez firmę Charlton Comics. Początkowo magazyn publikował na swoich łamach teksty utworów wykonawców muzyki rozrywkowej.
W latach 50. czasopismo rozpoczęło zamieszczać wywiady i recenzje albumów muzyków (rozbudowało również kolorową okładkę, w 1956 na okładce jubileuszowego numeru umieszczony został Elvis Presley).
W latach 60. magazyn zwrócił się w kierunku takich gatunków muzycznych jak hard rock i jazz-rock – opublikowane zostały recenzje m.in. kilku albumów Franka Zappy, The Animals i The Beatles. Charlton Press publikował ok. 150 piosenek miesięcznie na łamach swoich czasopism (obok Hit Parader m.in. Song Hits, Rock and Soul Songs, Country Song Roundup).
W latach 80. czasopismo zostało sprzedane, w 1991 Charlton Press upadła z powodu problemów finansowych. Do momentu rozwiązania czasopismo miało swoją siedzibę w Derby, Connecticut.